# Epicauta languida
Epicauta languida är en skalbaggsart som först beskrevs av Horn 1895.  Epicauta languida ingår i släktet Epicauta och familjen oljebaggar. Inga underarter finns listade i Catalogue of Life.